# Salvador Gonzalo García
Salvador Gonzalo García är en ort i Mexiko.   Den ligger i kommunen Tierra Blanca och delstaten Veracruz, i den sydöstra delen av landet, 300 km öster om huvudstaden Mexico City. Salvador Gonzalo García ligger 108 meter över havet och antalet invånare är 734.
Terrängen runt Salvador Gonzalo García är platt. Runt Salvador Gonzalo García är det ganska tätbefolkat, med 65 invånare per kvadratkilometer. Närmaste större samhälle är Tetela, 14,2 km söder om Salvador Gonzalo García. Trakten runt Salvador Gonzalo García består till största delen av jordbruksmark.